# 中山文樹
中山 文樹（なかやま ふみき/ぶんじゅ、1862年5月13日（文久2年4月15日） - 1923年（大正12年）12月21日）は、明治から大正時代の政治家。銀行家。醸造家。大地主。貴族院多額納税者議員。

## 経歴
中山好樹の長子として、肥前国南高来郡島原城下（長崎県南高来郡島原町を経て現島原市）に生まれ、10歳にして家督を相続する。旧島原藩儒の白井嘉氏に文学を学ぶ。
1871年（明治4年）清酒醸造業を始める。1891年（明治24年）島原銀行、ついで島原貯金銀行を創立し各頭取を務めた。ほか、所得税調査委員、1889年（明治22年）4月、島原町会議員、南高来郡会議員、長崎県農工銀行設立委員、同農工銀行取締役、日本赤十字社特別社員を歴任した。
1898年（明治31年）長崎県多額納税者として補欠選挙で貴族院議員に互選され、同年11月10日から1904年（明治37年）9月28日まで務めた。